# Hasan Izet-paša
Hasan Izet-paša (Akšaraj, Istanbul, 1871 – 3. mart 1931) je bio general vojske Osmanskog carstva. Završio je vojnu školu (tur. Kara Harp Okulu) 1890. i Vojnu akademiju (tur. Kara Harp Akademisi) 1893. godine. Obavljao je dužnosti oficira u 4. armiji od 14. aprila 1894. godine. Pošto je 1897. bio unapređen u čin majora, počeo je da obavlja svoje oficirske zadatke u armiji Elasson (tur. Alasonya Ordusu). Tokom Prvog balkanskog rata komandovao je 2. Neset-beg divizijom (tur. Neşet Bey tümeni) koja je bila locirana na Čataldža frontu.
Tokom Prvog svetskog rata je komandovao trećom armijom Osmanskog carstva. Odrekao se položaja komandanta treće armije 18. decembra 1914.

## Literatura
- , stranica 803.